# Parastenella atlantica
Parastenella atlantica är en korallart som beskrevs av Stephen D. Cairns 2007. Parastenella atlantica ingår i släktet Parastenella och familjen Primnoidae. Inga underarter finns listade i Catalogue of Life.